# Sigma-lokaal-eindige basis
Een sigma-lokaal-eindige basis is een gespecialiseerd begrip uit de topologie, een tak van de wiskunde. Het is een doorslaggevend kenmerk van topologische ruimten die metriseerbaar zijn, dat wil zeggen afkomstig van een metrische ruimte.

## Definities
Een familie {\displaystyle {\mathcal {F}}} van deelverzamelingen van een verzameling {\displaystyle X} heet {\displaystyle {\mathcal {F}}} lokaal eindig als ieder element {\displaystyle x\in X} tot hoogstens eindig veel leden van de familie {\displaystyle {\mathcal {F}}} behoort. Dus als voor alle {\displaystyle x\in X} geldt:
{\displaystyle \#\left\{F\in {\mathcal {F}}\mid x\in F\right\}<\infty }
De familie {\displaystyle {\mathcal {F}}} heet sigma-lokaal-eindig als ze kan geschreven worden als een aftelbare vereniging van lokaal eindige families; dus als er lokaal-eindige families {\displaystyle {\mathcal {F}}_{1},{\mathcal {F}}_{2},\ldots } bestaan, zodanig dat:
{\displaystyle {\mathcal {F}}=\bigcup _{n=1}^{\infty }{\mathcal {F}}_{n}}
Een sigma-lokaal-eindige basis voor een topologische ruimte {\displaystyle (X,{\mathcal {T}})} is dan een sigma-lokaal-eindige familie open verzamelingen die een basis vormt voor {\displaystyle {\mathcal {T}}}.

## Aftelbaarheidsaxioma's
Het bestaan van een sigma-lokaal-eindige basis voor een gegeven topologische ruimte is een aftelbaarheidsaxioma. Het ligt logisch tussen eerste aftelbaarheid en tweede aftelbaarheid in. Als {\displaystyle {\mathcal {T}}} een aftelbare basis heeft, is die basis een aftelbare vereniging van singletons en dus a fortiori een sigma-lokaal-eindige basis. En als {\displaystyle {\mathcal {T}}} een sigma-lokaal-eindige basis heeft, kan die in ieder punt vanzelf beperkt worden tot een aftelbare lokale basis.

## Metriseerbaarheid
De stelling van Smirnov-Nagata-Bing geeft criteria voor de metriseerbaarheid van een topologische ruimte.
Een topologische ruimte {\displaystyle (X,{\mathcal {T}})} is metriseerbaar, dan en slechts dan, als ze aan de volgende twee eigenschappen voldoet:
- scheidingsaxioma {\displaystyle T_{3}}: singletons zijn gesloten, en elke gesloten verzameling kan worden gescheiden van elk punt erbuiten door disjuncte open verzamelingen;
- aftelbaarheidsaxioma {\displaystyle A_{\sigma }}: er bestaat een sigma-lokaal-eindige basis.